# یولین (ویرجینیای غربی)
یولین (به انگلیسی: Yolyn) یک منطقهٔ مسکونی در ایالات متحده آمریکا است که در شهرستان لوگان، ویرجینیای غربی واقع شده‌است. یولین ۳۰۶٫۰۲ متر بالاتر از سطح دریا واقع شده‌است.